# 1995–1996-os UEFA-bajnokok ligája (egyenes kieséses szakasz)
A 1995–1996-os UEFA-bajnokok ligája egyenes kieséses szakasza 1996. március 6-án kezdődött, és május 22-én ért véget a római Olimpiai Stadionban rendezett döntővel. Az egyenes kieséses szakaszban az a nyolc csapat vett részt, amelyek a csoportkör során a saját csoportjuk első két helyének valamelyikén végeztek.

## Lebonyolítás
A döntő kivételével mindegyik mérkőzés oda-visszavágós rendszerben zajlott. A két találkozó végén az összesítésben jobbnak bizonyuló csapatok jutottak tovább a következő körbe. Ha az összesítésnél az eredmény döntetlen volt, akkor az idegenben több gólt szerző csapat jutott tovább. Amennyiben az idegenben lőtt gólok száma is azonos volt, akkor 30 perces hosszabbítást rendeztek a visszavágó rendes játékidejének lejárta után. Ha a 2x15 perces hosszabbításban gólt/gólokat szerzett mindkét együttes, és az összesített állás egyenlő volt, akkor a vendég csapat jutott tovább idegenben szerzett góllal/gólokkal. Gólnélküli hosszabbítás esetén büntetőpárbajra került sor. A döntőt egy mérkőzés keretében rendezték meg.

## Résztvevők
| Csoport   | Csoportelső      | Csoportmásodik    |
| --------- | ---------------- | ----------------- |
| A csoport | Panathinaikósz   | Nantes            |
| B csoport | Szpartak Moszkva | Legia Warszawa    |
| C csoport | Juventus         | Borussia Dortmund |
| D csoport | Ajax             | Real Madrid       |

## Ágrajz
|  | Negyeddöntők      | Negyeddöntők      | Negyeddöntők   | Negyeddöntők   | Negyeddöntők |   |          | Elődöntők | Elődöntők | Elődöntők | Elődöntők | Elődöntők |  |  | Döntő | Döntő | Döntő |  |
|  |                   |                   |                |                |              |   |          |           |           |           |           |           |  |  |       |       |       |  |
|  | Borussia Dortmund | Borussia Dortmund | 0              | 0              | 0            |   |          |           |           |           |           |           |  |  |       |       |       |  |
|  | Borussia Dortmund | Borussia Dortmund | 0              | 0              | 0            |   |          |           |           |           |           |           |  |  |       |       |       |  |
|  | Ajax              | Ajax              | 2              | 1              | 3            |   |          |           |           |           |           |           |  |  |       |       |       |  |
|  | Ajax              | Ajax              | 2              | 1              | 3            |   | Ajax     | Ajax      | 0         | 3         | 3         |           |  |  |       |       |       |  |
|  |                   |                   |                |                |              |   | Ajax     | Ajax      | 0         | 3         | 3         |           |  |  |       |       |       |  |
|  |                   |                   | Panathinaikósz | Panathinaikósz | 1            | 0 | 1        |           |           |           |           |           |  |  |       |       |       |  |
|  | Legia Warszawa    | Legia Warszawa    | Panathinaikósz | Panathinaikósz | 1            | 0 | 1        | 0         | 0         | 0         |           |           |  |  |       |       |       |  |
|  | Legia Warszawa    | Legia Warszawa    |                |                |              |   |          |           |           | 0         |           |           |  |  |       |       |       |  |
|  | Panathinaikósz    | Panathinaikósz    | 0              | 3              | 3            |   |          |           |           |           |           |           |  |  |       |       |       |  |
|  | Panathinaikósz    | Panathinaikósz    | 0              | 3              | 3            |   | Ajax     | Ajax      | 1 (2)     |           |           |           |  |  |       |       |       |  |
|  |                   |                   |                |                |              |   |          |           |           |           |           |           |  |  |       |       |       |  |
|  |                   |                   | Juventus       | Juventus       | 1 (4)        |   |          |           |           |           |           |           |  |  |       |       |       |  |
|  | Real Madrid       | Real Madrid       | Juventus       | Juventus       | 1 (4)        | 1 | 0        | 1         |           |           |           |           |  |  |       |       |       |  |
|  | Real Madrid       | Real Madrid       |                |                |              |   |          | 1         |           |           |           |           |  |  |       |       |       |  |
|  | Juventus          | Juventus          | 0              | 2              | 2            |   |          |           |           |           |           |           |  |  |       |       |       |  |
|  | Juventus          | Juventus          | 0              | 2              | 2            |   | Juventus | Juventus  | 2         | 2         | 4         |           |  |  |       |       |       |  |
|  |                   |                   |                |                |              |   | Juventus | Juventus  | 2         | 2         | 4         |           |  |  |       |       |       |  |
|  |                   |                   | Nantes         | Nantes         | 0            | 3 | 3        |           |           |           |           |           |  |  |       |       |       |  |
|  | Nantes            | Nantes            | Nantes         | Nantes         | 0            | 3 | 3        | 2         | 2         | 4         |           |           |  |  |       |       |       |  |
|  | Nantes            | Nantes            |                |                |              |   |          |           |           | 4         |           |           |  |  |       |       |       |  |
|  | Szpartak Moszkva  | Szpartak Moszkva  | 0              | 2              | 2            |   |          |           |           |           |           |           |  |  |       |       |       |  |

## Negyeddöntők
| 1. csapat         | Össz.Tooltip Aggregate score | 2. csapat        | 1. mérk. | 2. mérk. |
| ----------------- | ---------------------------- | ---------------- | -------- | -------- |
| Real Madrid       | 1–2                          | Juventus         | 1–0      | 0–2      |
| Nantes            | 4–2                          | Szpartak Moszkva | 2–0      | 2–2      |
| Borussia Dortmund | 0–3                          | Ajax             | 0–2      | 0–1      |
| Legia Warszawa    | 0–3                          | Panathinaikósz   | 0–0      | 0–3      |

### 1. mérkőzések
Az időpontok helyi idő szerint értendők.
| 1996. március 6. 20:30 |

| Real Madrid | 1–0               | Juventus |
| ----------- | ----------------- | -------- |
| Raúl 21'    | (1–0) Jegyzőkönyv |          |

| Santiago Bernabéu Stadium, Madrid Nézőszám: 80 000 Játékvezető: Kurt Röthlisberger (svájci) |

| 1996. március 6. 20:30 |

| Nantes                 | 2–0               | Szpartak Moszkva |
| ---------------------- | ----------------- | ---------------- |
| N'Doram 28' Ouédec 68' | (1–0) Jegyzőkönyv |                  |

| La Beaujoire, Nantes Nézőszám: 31 500 Játékvezető: Hellmut Krug (német) |

| 1996. március 6. 20:30 |

| Borussia Dortmund | 0–2               | Ajax                   |
| ----------------- | ----------------- | ---------------------- |
|                   | (0–1) Jegyzőkönyv | Davids 8' Kluivert 85' |

| Westfalenstadion, Dortmund Nézőszám: 35 800 Játékvezető: Dermot Gallagher (angol) |

| 1996. március 6. 20:30 |

| Legia Warszawa | 0–0         | Panathinaikósz |
| -------------- | ----------- | -------------- |
|                | Jegyzőkönyv |                |

| Wojska Polskiego, Varsó Nézőszám: 12 000 Játékvezető: Manuel Díaz Vega (spanyol) |

### 2. mérkőzések
| 1996. március 20. 20:30 |

| Juventus                   | 2–0               | Real Madrid |
| -------------------------- | ----------------- | ----------- |
| Del Piero 16' Padovano 53' | (1–0) Jegyzőkönyv |             |

| Stadio delle Alpi, Torino Nézőszám: 69 000 Játékvezető: Mario van der Ende (holland) |

| 1996. március 20. 19:30 |

| Szpartak Moszkva  | 2–2               | Nantes         |
| ----------------- | ----------------- | -------------- |
| Nikiforov 33' 36' | (2–0) Jegyzőkönyv | Ouédec 62' 85' |

| Lokomotiv Stadion, Moszkva Nézőszám: 22 000 Játékvezető: Serge Muhmenthaler (svájci) |

| 1996. március 20. 20:30 |

| Ajax        | 1–0               | Borussia Dortmund |
| ----------- | ----------------- | ----------------- |
| Musampa 75' | (0–0) Jegyzőkönyv |                   |

| Olimpic Stadium, Amszterdam Nézőszám: 43 000 Játékvezető: Vaclav Krondl (cseh) |

| 1996. március 20. 21:30 |

| Panathinaikósz                | 3–0               | Legia Warszawa |
| ----------------------------- | ----------------- | -------------- |
| Warzycha 33' 57' Borrelli 71' | (1–0) Jegyzőkönyv |                |

| Spyros Louis, Athén Nézőszám: 74 084 Játékvezető: Sergej Chusainov (orosz) |

## Elődöntők
| 1. csapat | Össz.Tooltip Aggregate score | 2. csapat      | 1. mérk. | 2. mérk. |
| --------- | ---------------------------- | -------------- | -------- | -------- |
| Juventus  | 4–3                          | Nantes         | 2–0      | 2–3      |
| Ajax      | 3–1                          | Panathinaikósz | 0–1      | 3–0      |

### 1. mérkőzések
| 1996. április 3. 20:30 |

| Juventus               | 2–0               | Nantes |
| ---------------------- | ----------------- | ------ |
| Vialli 49' Jugović 66' | (0–0) Jegyzőkönyv |        |

| Stadio delle Alpi, Torino Nézőszám: 55 000 Játékvezető: Dermot Gallagher (angol) |

| 1996. április 3. 20:30 |

| Ajax | 0–1               | Panathinaikósz |
| ---- | ----------------- | -------------- |
|      | (0–0) Jegyzőkönyv | Warzycha 87'   |

| Olimpiai Stadion, Amszterdam Nézőszám: 42 000 Játékvezető: Vágner László (magyar) |

### 2. mérkőzések
| 1996. április 17. 20:30 |

| Nantes                           | 3–2               | Juventus                   |
| -------------------------------- | ----------------- | -------------------------- |
| Capron 44' N'Doram 69' Renou 82' | (1–1) Jegyzőkönyv | Vialli 17' Paulo Sousa 50' |

| Stade de la Beaujoire, Nantes Nézőszám: 35 000 Játékvezető: Puhl Sándor (magyar) |

| 1996. április 17. 21:30 |

| Panathinaikósz | 0–3               | Ajax                       |
| -------------- | ----------------- | -------------------------- |
|                | (0–1) Jegyzőkönyv | Litmanen 4' 77' Wooter 86' |

| Spyridon Louis, Athén Nézőszám: 74 000 Játékvezető: José María García-Aranda (spanyol) |

## Döntő
| 1996. május 22. 20:30 |

| Ajax                            | 1–1               | Juventus                          |
| ------------------------------- | ----------------- | --------------------------------- |
| Litmanen 40'                    | (1–1) Jegyzőkönyv | Ravanelli 12'                     |
| Büntetőpárbaj                   |                   |                                   |
| Davids Litmanen Scholten Silooy | 2–4               | Ferrara Pessotto Padovano Jugović |

| Olimpiai Stadion, Róma Nézőszám: 67 000 Játékvezető: Manuel Díaz Vega (spanyol) |